# Johann Georg Sulzer
Johann Georg Sulzer (Winterthur, 1720. október 6. – Berlin, 1779. február 25.) svájci esztéta, filozófus. Előbb a berlini, Joachimsthalsches Gimnázium, majd a Berlini Lovag Akadémia igazgatója volt. Nevét az annak idején híres műve: Allgemeine Theorie der schönen Künste (A szépművészet általános elmélete) (1771-74, új kiadás 1792-94, később másoktól való toldásokkal) tartotta fenn, melyben a Leibniz–Wolff-féle nézetek alapján, az angol és francia esztéták nézeteit is felhasználva, rendszerbe foglalta az esztétikát.

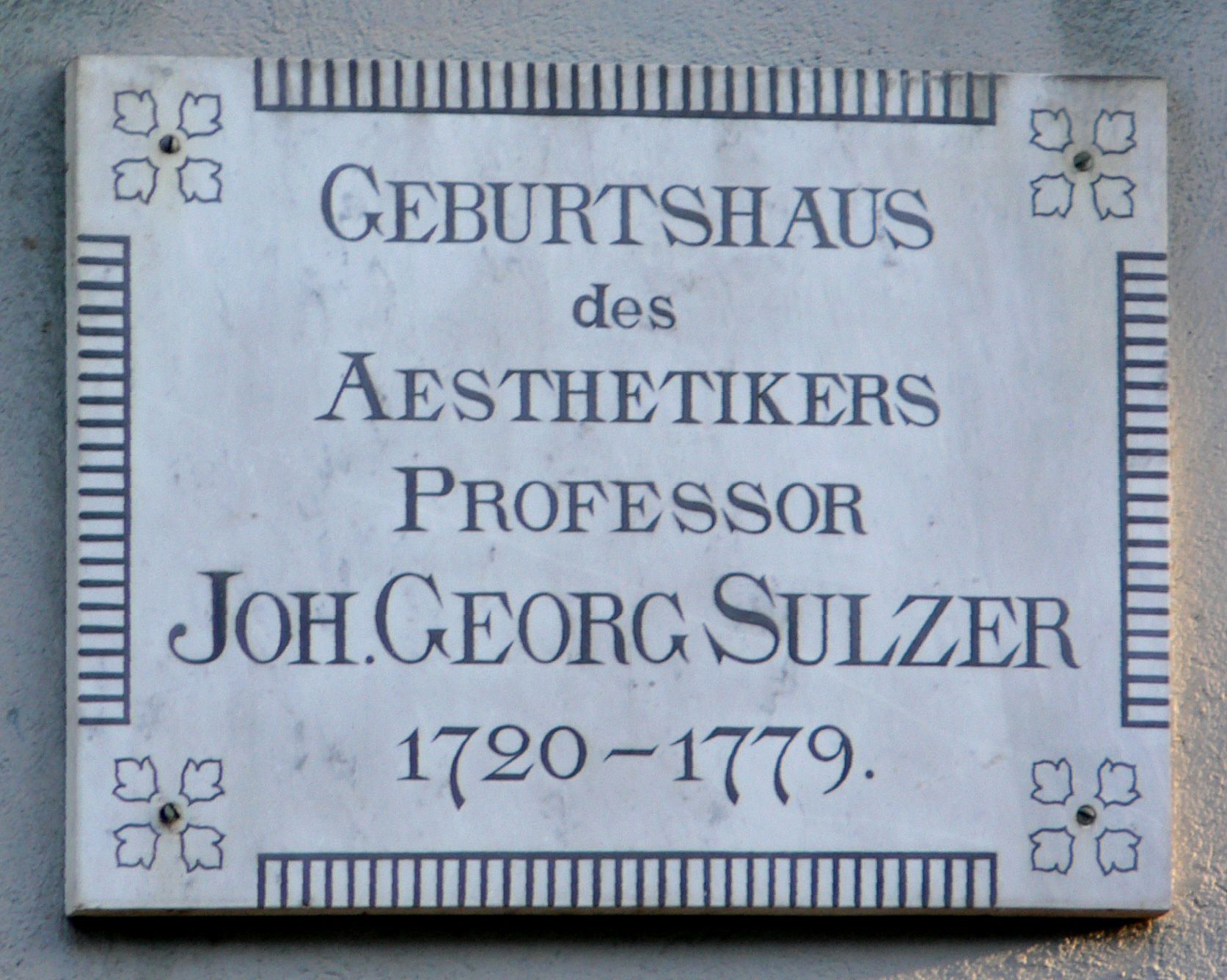
Emléktábla Sulzer szülőházán

## Művei magyarul
- A természet munkáiból vétetett erköltsi elmélkedések; ford. Sófalvi József; Református Kollégium Ny., Kolozsvár, 1776
- A' természet szépségéről valo beszéllgetések; ford. Sófalvi József; Kolozsvár, 1778